# 라쿠텐

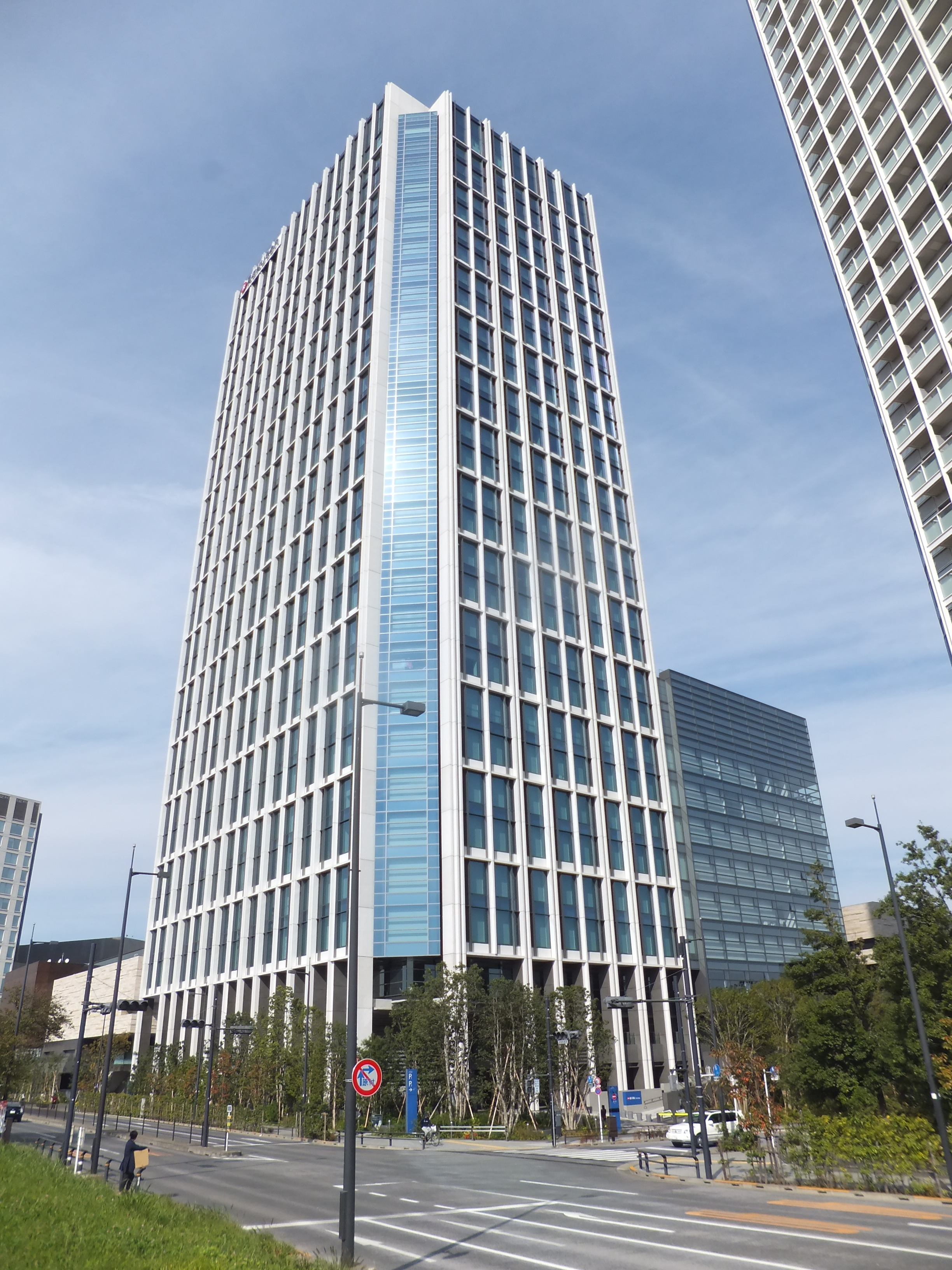
라쿠텐 본사가 입주해 있는 도쿄 세타가야구 후타코타마가와 라쿠텐 크림존 하우스 본사

라쿠텐 주식회사(일본어: 楽天株式会社, 영어: Rakuten, Inc.)는 일본 1위의 인터넷 쇼핑몰인 ‘라쿠텐 시장’을 시작으로, 사람들의 다양한 라이프 스타일을 커버하기 위한 각종 인터넷 서비스, 신용카드, 은행, 증권, 핀테크, 여행, 프로 스포츠, 전자컨텐츠 유통, 이동통신 등 다양한 사업을 벌이고 있는 일본의 IT 대기업이다. 1997년에 현 회장이자 사장인 미키타니 히로시가 설립하였다. 또한 라쿠텐은 FC 바르셀로나의 스폰서이며, 일본의 제4이동통신사업자 라쿠텐 모바일의 모기업이다.
라쿠텐은 자사가 30개국에서 도합 70개가 넘는 사업에 진출해있고 세계적으로 14억명의 유저베이스를 보유하고 있다고 소개하고 있다. 현재 일본의 IT 업계에서 높은 수준에 들며, 70개국 이상 출신의 외국인 직원들이 일하고 있다. 회사 내 공용어는 영어이다.

## 역사
1997년 2월 7일, ‘주식회사 엠디엠’이라는 이름으로 설립하면서 같은 해 5월 1일에는 라쿠텐 시장 서비스를 시작한다. 여기에 맞춰 1999년 6월에 ‘라쿠텐 주식회사’로 회사 이름을 바꾸게 된다. 2000년 자스닥에 상장하였고, 이후 포털 사이트 인포시크와 중고품 판매·매입 서비스인 이지시크를 운영하던 비즈시크, 무료 홈페이지 서비스를 제공하던 훕스(HOOPS!), 축하 카드 서비스를 제공하던 와이낫, 골프장 예약 서비스 ‘골프포트’를 이용하던 메디오포트 등을 인수하였고, 2002년에는 라이코스 재팬을 사들여 2003년 9월 1일 인포시크와 합병한다.
2003년에는 마이트래블넷 주식회사(현 라쿠텐 트래블 주식회사)와 DLJ다이렉트SFG증권 주식회사(현 라쿠텐 증권 주식회사), 2004년에는 아오조라카드(あおぞらカード, 현 라쿠텐 크레디트 주식회사)를 사들였다.
2004년에는 J리그의 비셀 고베를 인수했고, 10월 29일에 프로 야구 퍼시픽 리그 팀인 도호쿠 라쿠텐 골든이글스를 창단하면서 11월 2일 참가가 결정됐다.
2011년 6월 보수적인 정책 고수에 반발하는 의미로 일본경제단체연합회에서 탈퇴하였다.
2016년 미국 이커머스 기업 아마존의 일본법인 아마존재팬에게 일본 인터넷 쇼핑몰 1위자리를 내줬다. 라쿠텐은 아마존 재팬에 비하여 열등한 물류 인프라를 가지고 있다.
2019년 9월 19일 라쿠텐이 타이완 중화 직업봉구 대연맹 소속의 Lamigo 몽키스를 인수했다.
2020년 4월 8일 자회사 라쿠텐 모바일이 이동통신사업을 시작하며 일본의 제4이동통신사업자가 된다. 라쿠텐 모바일은 4G와 5G를 모두 지원할 계획이다.

## 라쿠텐 그룹의 사업
2000년 자스닥 상장 이후 다방면의 분야에 적극적인 M&A로 사업을 확대하여 라쿠텐 그룹을 형성하였다. 때문에 재무구조가 좋지 않은 편에 속한다.
- 전자 상거래 사업(라쿠텐 시장, 라쿠텐 북스, 라쿠텐 옥션 외)
  - 해외판매 사업(전 세계 210개 이상의 나라와 지역에서 일본 상품을 구매가능)
- 신용·결제 서비스 사업(라쿠텐 크레디트, 라쿠텐 KC, 라쿠텐 페이 외)
- 포털·미디어 사업(인포시크, 라쿠텐 리서치 외)
- 여행 사업(라쿠텐 트래블 외)
- 증권 사업(라쿠텐 증권)
- 은행 사업(라쿠텐 은행)
- 프로 스포츠 사업(비셀 고베, 도호쿠 라쿠텐 골든이글스)
- 통신 사업(퓨전·커뮤니케이션. 라쿠텐 커뮤니케이션, 라쿠텐 모바일)
- 해외 기업 인수
  - 미국 - 온라인 쇼핑몰 Buy.com, 이미지 사이트 핀터레스트 지분투자(2020년 매각)
  - 이스라엘 - 메신저 프로그램 바이버
  - 캐나다 - 전자책기업 코보

## 같이 보기
- 비셀 고베
- 도호쿠 라쿠텐 골든이글스